# Франц фон Петер
Франц Йоганн фон Петер (нім. Franz Johann von Peter; 2 березня 1869, Ольмюц — 8 травня 1945, Відень) — австрійський офіцер, генерал-лейтенант запасу вермахту.

## Сім'я
Син власника готелю Йоганна Петера і його дружини Елізабет, уродженої Горват. За віросповіданням — римо-католик.
10 лютого 1902 року одружився з Паулою Генчи. В 1943 році розлучився.

## Звання
- Титулярний генерал-майор (1920)
- Генерал-лейтенант запасу (27 серпня 1939)

## Нагороди
- Ювілейна пам'ятна медаль 1898
- Ювілейний хрест (1908)
- Пам'ятний хрест 1912/13
- Хрест «За вислугу років» (Австрія) 3-го класу (25 років)
- Медаль «За військові заслуги» (Австро-Угорщина)
  - бронзова
  - бронзова з мечами
- Хрест «За військові заслуги» (Австро-Угорщина) 3-го класу з військовою відзнакою і мечами
- Орден Залізної Корони 3-го класу з військовою відзнакою і мечами (1914)
- Орден Леопольда (Австрія), лицарський хрест з військовою відзнакою і мечами (1915)
- Військовий орден Марії Терезії, лицарський хрест (7 березня 1921)
- Військовий Хрест Карла
- Пам'ятна військова медаль (Австрія) з мечами
- Почесний хрест ветерана війни з мечами